# IC 3680
IC 3680 је појединачна звијезда у сазвјежђу Ловачки пси која се налази на листи објеката дубоког неба у Индекс каталогу.
Деклинација објекта је + 39° 6' 18" а ректасцензија 12h 42m 0,8s.